# 豊口協
豊口 協（とよぐち きょう、1933年4月29日 - ）は、日本の、工業デザイナーである。現在、長岡造形大学名誉教授、東京造形大学名誉教授。元東京造形大学学長、元長岡造形大学学長。専門分野はインダストリアルデザイン。

## 来歴・人物
- 1933年：東京都生まれ。
- 1951年：東京都立新宿高等学校卒業
- 1958年：千葉大学工学部工業意匠学科卒業後、松下電器産業株式会社入社（技術本部意匠部）
- 1963年：有限会社豊口デザイン研究所 （現：株式会社環境創研)入社
- 1968年：東京造形大学造形学部助教授
- 1975年：株式会社コミュニケーション デザイン取締役（ - 2000年3月）
- 1977年4月：株式会社豊口デザイン研究所 代表取締役社長（ - 1994年12月）
- 1979年：東京造形大学造形学部教授 （デザイン学科）（ - 1994年3月）
- 1984年：同大学学長（ - 1992年）
- 1994年：長岡造形大学長（ - 2004年3月）
- 1994年：株式会社環境創研代表取締役会長（ - 2007年12月）
- 1997年：中華民国大同工学院栄誉教授
- 1997年：勝見勝賞受賞（JIDA）
- 1999年：無錫軽工大学栄誉教授
- 1999年：長岡造形大学理事長
- 1999年：デザイン功労者表彰（通商産業省）
- 2000年：韓国・東西大学校名誉博士
- 2004年：長岡造形大学名誉教授
- 2009年：旭日中綬章[1]
- 2014年8月：長岡造形大学理事長退任[2]

## 審査会
- 1973年：通商産業省選定グッドデザイン商品選定審査委員（1977年4月-1978年3月を除き、1996年3月まで）
- 1984年：同上審査委員長
- 1981年：日本ディスプレイデザイン大賞審査委員
- 1983年：国際デザイン交流協会理事、国際デザイン・アオード推薦人、アジア太平洋交流委員会委員長ほか
- 1985年：通商産業省輸出検査及びデザイン奨励審議会委員（ - 1995年）
- 1993年：全国学生児童発明くふう展及び全日本教職員発明 展審査委員会委員（ - 2006年3月）
- 1994年：新潟県生活文化創造産業振興会（IDS）IDSデザインコンペティション審査委員長（1995年5月-2003年5月 理事）
- 1994年：新潟県産業教育審議会委員（ - 1996年5月）
- 1995年：通商産業省Gマーク選定制度検討委員会委員長（ - 1997年3月）
- 1995年：ユニオン造形文化財団選考委員会委員
- 1997年：テレビ新潟放送網・放送番組審議会委員（2003年- 委員長）
- 1998年日本産業デザイン振興会グッドデザイン賞審議委員会委員（2004年- 委員長）
- 1999年：宇宙開発事業団　H-ⅡAロケット名称・シンボルマー ク選定委員会委員長
- 2002年：三条市環境審議会委員

## 展示会・個展
- 『80years Celebration 豊口協展 -長岡二十年 こころの旅-』（積邨ギャラリー 飛蟲舎、2013年6月2日-7月15日）[3]

## 著書・論文

### 著書
- 『IDの世界』（単著）鹿島出版研究会　1974
- 『日本の企業博物館』（共著）電通出版事業部　1984
- 『Gマーク グッドデザインのすべて』（単著）日本実 　業出版社　1985
- 『デザインの時代 THE AGE OF DESIGN ビデオ全4巻』（共同制作）神奈川県NECデザインセンター　1994
- 『ファシリティマネジメントガイドブック』（共著）日刊工業新聞社（編集）FM推進連絡協議会1994
- 『美術学習指導書 指導編2・3下』（共著）開隆堂（編集）日本造形教育研究会　1995